# 카스미 (AV 배우)
카스미(일본어: 花純, 1985년 11월 17일 ~ )는 일본의 AV 배우이다.